# Oleh Blokhin
Oleh Volodymyrovytj Blokhin (russisk: Олег Владимирович Блохин, Oleg Vladimirovitj Blokhin; ukrainsk: Олег Володимирович Блохін, Oleh Volodymyrovytj Blokhin) (født 5. november 1952 i Kyiv) er en ukrainsk fodboldtræner, der tidligere var aktiv fodboldspiller for Dynamo Kijev og for Sovjetunionens fodboldlandshold. Han modtog i 1975 prisen som Årets Spiller i Europa.

## Klubhold
Blokhin vandt med Dynamo Kijev USSR's fodboldliga 8 gange, og var en af de bærende kræfter i Dynamo Kijevs sejre i finalerne i UEFA Pokalvindernes turnering i 1975 og 1986. Blokhin var målscorer i begge finaler, og blev turneringens topscorer i 1985-86 sæsonen. Blokhin opnåede i perioden 1969-1988 i alt 578 kampe for Dynamo Kijev, hvor han scorede 266 mål, og er derved den spiller fra Dynamo Kijev, der har har spillet flest kampe for klubben, og den spiller, der har scoret flest mål. Han var topscorer i USSR's liga i 1972, 1973, 1974, 1975 og 1977. Efter karrieren i Dynamo Kijev spillede Blokhin i østrigske SK Vorwärts Steyr (1988-89) og i græske Aris Limassol F.C. (1989-90).

## Landshold
Blokhin spillede endvidere for USSR's fodboldlandshold, hvor han med 112 kampe og 42 mål er den spiller der har opnået flest kampe, og den spiller der fik scoret flest mål. Han deltog i VM-slutrunderne i 1982 og 1986, hvor han i begge slutrunder scorede et mål.
Han deltog endvidere ved OL-slutrunden i 1972, hvor Sovjetunionens hold efter at have slået Danmark i mellemrunden opnåede en bronzemedalje. Blokhin scorede 6 mål i den olympiske turnering i 1972. Han opnåede igen bronze med Sovjetunionen ved OL-slutrunden i 1976.

## Trænerkarriere
Efter karrieren som aktiv spiller har Blokhin været cheftræner for de græske topklubber Olympiakos F.C., AEK Athen og PAOK F.C.. Han vandt den græske pokalturnering to gange med Olympiakos i 1990 og 1992.
I 2003-2007 var han landstræner for Ukraines fodboldlandshold. Han førte Ukraine til kvartfinalen i VM i 2006, hvor holdet tabte til de senere verdensmestre fra Italien, men da holdet ikke kvalificerede sig til EM i 2008, trak han sig som træner den 6. december 2007. Den 14. december tiltrådte han som træner for FC Moskva, men opholdet i FC Moskva var ikke succesfuldt, og Blokhin blev fyret som træner ved sæsonens ophør. I 2011 blev det annonceret, at han atter skulle stå i spidsen for Ukraines fodboldlandshold.
Den 25. september 2012 blev det offentliggjort, at Blokhin tiltrådte som træner for sin gamle klub Dynamo Kyiv. Jobbet som træner i klubben varetages sideløbende med landstrænerjobbet.

## Individuel hæder
- Årets spiller i Europa 1975
- Årets spiller i Sovjetunionen 1973, 1974 og 1975
- Årets spiller i Ukraine 1972, 1973, 1974, 1975, 1976, 1977, 1978, 1980 og 1981
- Topscorer i Sovjetunionens liga 1972, 1973, 1974, 1975 og 1977
- Spiller med flest ligakampe og flest mål i Sovjetunionens liga
- Topscorer i UEFA Pokalvindernes turnering 1985-86
- Næstmest scorende spiller i Mesterholdenes Europa Cup (i dag Champions League) 1986-87

## Eksterne links
- Oleg Blokhin på Goal.dk Arkiveret 2. oktober 2009 hos  Wayback Machine

- Wikimedia Commons har flere filer relateret til Oleh Blokhin